# Derecho patrimonial público
El Derecho patrimonial público es la rama del Derecho Público, dentro del Derecho financiero, que estudia la gestión del Patrimonio público encaminada a la obtención de ingresos que sirvan para sufragar parte del gasto público, en áreas a la consecución del bien común.

## Objeto
El objeto propio del derecho patrimonial público es el Recurso patrimonial, o sea la estructura y la gestión del patrimonio público dirigidas a la obtención de ingresos. El Estado por su condición de propietario de bienes, obtiene ingresos a través de su cesión a terceros.
Este Recurso patrimonial se refiere a los bienes y derechos a los que los individuos acceden como miembros de alguna comunidad, tales como los Patrimonios regionales y/o nacionales (Patrimonio industrial, Patrimonio Nacional, etc.), el Patrimonio Cultural (Patrimonio artístico, Patrimonio histórico, etc.), e incluso el denominado Patrimonio de la Humanidad (Patrimonio inmaterial, Patrimonio natural, etc.).

## Contenido
Sobre la base de ello el derecho patrimonial público se configura en torno a tres núcleos temáticos:
1. Gestión de los bienes de titularidad pública.
2. Gestión de empresas de titularidad pública.
3. Participación de los entes públicos en empresas de titularidad privada.

## Titularidad pública
Dentro del ámbito de la titularidad pública se incluyen dos grandes categorías de bienes:
- Los llamados Bienes demaniales o de dominio público.
- Los llamados Bienes patrimoniales o de dominio privado.

Junto a ellos existen regímenes específicos de propiedad pública, como son: la propiedad pública, la propiedad minera, el patrimonio forestal y el patrimonio nacional.